# Johann Friedrich Blumenbach
Johann Friedrich Blumenbach (11. května 1752, Gotha – 22. ledna 1840, Göttingen) byl německý lékař, zoolog, fyziolog a antropolog. Je zakladatelem vědecké rasové teorie.

## Teorie ras
Ve svém díle rozlišil pět lidských ras: kavkazskou (bílou), mongolskou (žlutou), malajskou (hnědou), etiopskou (černou) a americkou (rudou). Svou koncepci odvodil ze studia lebek. Usuzoval, že rozdíly mezi rasami byly způsobeny podnebím, geografií, stravou a různými návyky. Za politicky rasistické v jeho díle bývá někdy považováno přesvědčení, že Adam a Eva byli kavkazské rasy, která je primární, a ostatní rasy vznikly „degenerací“ (například nižší vzrůst žluté rasy v důsledku horší stravy apod.), a že všechny rasy se mohou vrátit zpět do formy rasy kavkazské. Blumenbach sám svou koncepci nevnímal jako rasistickou a ostře protestoval proti „rasistickým“ názorům některých jiných badatelů své doby (Christoph Meiners, Samuel Thomas von Sömmerring), kteří tvrdili, že některé rasy jsou méněcenné. Zdůrazňoval, že všechny rasy jsou stejně hodnotné a schopné stejných vědeckých, uměleckých či civilizačních výkonů.